# بيه بن السالك
بيه ولد السالك (-1920) من أوائل القضاة الموريتانين بعد استقلال الجمهورية الإسلامية المورياتية 1960م، ومؤسس القضاء الشرعي بدولة الإمارات العربية المتحدة 1977م، في أبوظبي، ولد 1920م، في ضواحي ولاية لعصابة .

## نسبه
الشيخ سيد أحمد الملقب بيه ولد السالك ولد محمد ولد بيه ولد أعمر ولد محمد ولد عيسي بوب أهل باب المصطف المسومي اللمتوني الشنقيطي رحمه الله وأسكنه فسيح جناته، والدته فاطمة بنت محمدالأمين ولد إبراهيم الخليل ولد محمد الأمين ولد اعل ولد المختار ولد عيسي بوب المسومي، والده الفقيه السالك ولد محمد ولد بيه ولد أعمر ولد محمد ولد عيسي بوب المسومي.

## مشايخه
المرابط السالك بن محمد عبد بن أهل آبه، بعد وفاة والده السالك التحق بابن خاله المرابط السالك بن محمد عبد بن أهل آبه وأتم علي يديه حفظ القران الكريم في وقت وجيز، ثم الشيخ محمد المصطفي بن سيدي يحي، قرأ عليه الرسم والضبط ومقرء الامام نافع برواتي ورش وقالون وكان الشيخ يوليه عناية خاصة ويكلفه ببعض الأمور التي يعجز عنها جل الطلاب فيحققها بأذن الله علي أكمل وجه ولما أحس الشيخ محمد المصطفي بأنه أصبح من أهل ألاتقان أرسله الي خاله محمد عبد ولد سيدي يحي ولد عبد الرحمن ولد المختار ولد عيسي بوب المسومي، ليسمع عليه القرآن للمرة الأخيرة وكان الشيخ بيه ما يزال حينها صغيرا في السن، ثم الشيخ محمد المصطفي بن المختير، درس عليه مدة سنة، ثم الشيخ المحفوظ ولد بيه، درس عليه اللغة والنحو والمنطق والبيان والفقه والأصول واللأصول وجميع أصناف الفنون وكان له بالشيخ المحفوظ علاقة خاصة وحب كبير إذ أنزله منه منزلة الولد البار فكان لايكاد يفارقه وأوكل اليه تدريس كل الفنون في المحظرة وهيأه للفتوى وكان يحيل اليه القضايا وحل الخلاف لما رأى فيه من قوة في الحق ودفاع عن الشرع، وخلال وجوده في المحظرة سنة (1946م)، قدم اليها العلامة اللغوي المعروف الشيخ محمد سالم ولد الشين فلازمه الشيخ بيه وأخذ عنه الكثير من العوم اللغوية، ومن عناية الشيخ المحفوظ بتلميذه بيه أنه لما جائه زائرا في «لقليك» (1969م) كان يذهب به بعيدا عن الانظار ويأمره بالسير امامه فيتحرج الشيخ بيه من ذلك فتسائل الناس عن الأمر فقال الشيخ المحفوظ ماترون من أمري لبيه بالسير امامي هو اني أريده ان يسمع القران مني ليكون من أشياخي الذين استفدت منهم فإذا دعوت الله لهم كان من ضمنهم، وقد تدارس الشيخ مع الكثير من العلماء الذين كانو يسكنون مع شيخه في المنطقة أو يترددون على محظرته للحوار وتعميق بعض التخصصات من أمثال محمد بن المحفوظ بن دهمد، ومحمد غلام بن دهمد، والحسن بن إبراهيم، وسيدابه بن المصطف اللأبييري، وغيرهم.

## طلابه
خلال وجوده في المحظرة بدأ العطاء في التدريس وممن درس عليه القران العلامة الشيخ عبد الله بن بيه، وأبناء محمد المختار ولد بيه محمد واسلم والدكتور محمد المحجوب وسيد ولد الطفيل والداهي ولد بكه وغيرهم.-حمزة يوسف- الشيخ عبد الرحمن السنجري

## تولي القضاء
عين رئيسا محكمة لعيون، ثم رئيس محكمة أطار، ثم قاضي في المحكمة العليا، وفي سنة (1977) انتقل للقضاء بدولة الإمارات العربية المتحدة، فعين ريسا للمحكمة الجنائية في أبوظبي، ثم رئيس دوري لمحكمة الاستئناف في أبوظبي، ثم رئيس محكمة العين الشرعية، ثم رئيس محكمة الاستئناف في العين، العين (1991م)، رئيس المحكمة الشرعية ونائب رئيس دائرة القضاء الشرعي، (الدرجة الخاصة) وهي أعلي رتبة يسمح القانون الإماراتي بان يتولاها غير المواطن وقد ظل يشغل هذا المنصب الي ان تقاعد، (1999م).
والي جانب ذلك كان :
رئيس البعثة القضائية الدبلوماسية الموريتانية في دولة الإمارات العربية المتحدة
عضو مؤسس للمؤتمر الإسلامي للسيرة النبوية
عضو هيئة الرقابة الشرعية ببنك أبو ظبي الإسلامي
عضو هيئة الرقابة الشرعية ببنك دبي الإسلامي
عضو هيئة الرقابة الشرعية بالهلال الأحمر

## مؤلفاته
له العديد من الفتاوي والأبحاث والمؤلفات منها على سبيل المثال لا الحصر: 
- القياس والاجتهاد.
- التأمين الشرعي كبديل إسلامي للتأمين
- المعاملات البنكية الشرعية
- سياقة المرأة للسيارة.
- كتاب شرح ضبط رسم الطالب عبد الله.
- كتاب ترجمة لرجال السند في القران الكريم.
- منظومة في المنطق.

مجموعة فتاوى في أمور العبادات من صلاة وحج وطهارة ونفقة
مجموعة فتاوى في إشكاليات نقل الدم وقضية زرع الأعضاء 
فتوى حول الذكر باسم الجلالة المفرد
فتوى حول إشكالية اختلاف الأحكام تبعا لاختلاف الزمان والمكان
- كتاب كاشف الكرب عن الحكم الشرعي في السلع المستوردة من الشرق والغرب.
- كتاب الحلال والحرام في الأموال وحكم التعامل مع من في أمواله شبهة.

وله كذلك سلسلة من المقالات الدورية في:
جريدة الاتحاد 
جريدة الفجر
جريدة الوحدة
جريد الخليج
جريدة البيان
مجلة منارة الإسلام الشهرية